# Дресслер, Мари
Мари́ Дре́сслер (англ. Marie Dressler; урождённая Лейла Мари Кёрбер (англ. Leila Marie Kerber); 9 ноября 1868 — 28 июля 1934) — канадско-американская актриса и комедиантка. Обладательница премии «Оскар» за роль в фильме «Мин и Билл» (1930).

## Биография
Дресслер, урождённая Лейла Мари Кёрбер, родилась в канадском городе Коберг 9 ноября 1868 года в семье Анны Хендерсон и австрийца Александра Рудольфа Кёрбера. Её актёрский талант проявился ещё в детском возрасте, а её карьера на сцене началась ещё в четырнадцать лет. В 1892 году она дебютировала на Бродвее. Мари первоначально хотела стать оперной певицей, но всё же склонилась к водевилям. В начале 1900-х годов она была уже одной из самых ярких звёзд в водевилях. Помимо театральной карьера Мари в 1909 и 1910 годах записала две пластинки на «Edison Records».
В 1902 году она познакомилась с молодым канадским актёром Маком Саннетом и помогла ему получить работу в театре. После того как Саннет стал владельцем собственной киностудии он пригласил Мари на роль Тилли Бэнкс в свой фильм «Прерванный роман Тилли» (1914). В последующие четыре года она появилась ещё в нескольких фильмах, прежде чем вновь не вернулась в водевили.
В 1919 году после забастовки актёров в Нью-Йорке Актёрская ассоциация назначила Дресслер своим первым президентом. В 1927 году Мари попала в чёрный список театральных продюсеров из-за того что придерживалась жесткой позиции во многих актёрских выступлениях. Но у Мари также оставалось много поклонников и среди них был владелец «MGM» канадец Луис Б. Майер. Именно он помог Дресслер в 1927 году возобновить её кинокарьеру. Мари быстро достигла успеха как киноактриса в комедиях, несмотря на то, что уже ей уже было 60 лет.
Помимо комедийных ролей у неё также были и серьёзные роли, такие как Мин Дивот в фильме «Мин и Билл» (1930). Эта роль стала одной из самых успешных в её карьере и в 1931 году принесла ей премию «Оскар» как лучшей актрисе. Спустя год она вновь стала номинанткой на «Оскар» за роль в фильме «Эмма» (1932). 7 августа 1933 года Мари стала первой женщиной, чья фотография была опубликована на обложке журнала «Time». Несмотря на такой успех в 1933 году её карьера внезапно закончилась после того как у неё был диагностирован рак. Под конец своей жизни Мари, считавшая себя довольно непривлекательной, написала автобиографию под названием «Биография гадкого утёнка».
Последние годы своей жизни актриса провела вместе со своей подругой Клер Дю Брей, с которой помимо дружбы её связывали лесбийские отношения. Мари Дресслер скончалась 28 июля 1934 года в возрасте 65 лет в калифорнийском городе Санта-Барбара и была похоронена на кладбище Форест-Лаун в Глендейле.
За свой вклад в киноискусство Мари удостоена звезды на голливудской «Аллее славы». Ежегодно в её родном городе Кобург проводится посвящённый ей кинофестиваль.

## Фильмография
| Год  |     | Русское название            | Оригинальное название         | Роль                 |
| ---- | --- | --------------------------- | ----------------------------- | -------------------- |
| 1914 | ф   | Прерванный роман Тилли      | Tillie’s Punctured Romance    | Тилли Бэнкс          |
| 1915 | ф   | —                           | Tillie’s Tomato Surprise      | Тилли Тодд           |
| 1917 | ф   | Тилли проснулась            | Tillie Wakes Up               | Тилли Тинкелпо       |
| 1917 | кор | —                           | Fired                         | н/д                  |
| 1917 | кор | —                           | The Scrub Lady                | Тилли                |
| 1918 | кор | —                           | The Agonies of Agnes          | Агнес                |
| 1918 | кор | —                           | The Red Cross Nurse           | н/д                  |
| 1927 | ф   | —                           | The Callahans and the Murphys | миссис Каллахан      |
| 1927 | ф   | —                           | The Joy Girl                  | миссис Хит           |
| 1927 | ф   | Завтрак на рассвете         | Breakfast at Sunrise          | королева             |
| 1928 | ф   | Патси                       | The Patsy                     | Ма Харрингтон        |
| 1928 | ф   | —                           | Bringing Up Father            | Энни Мур             |
| 1928 | ф   | Божественная леди           | The Divine Lady               | миссис Харт          |
| 1929 | ф   | Голливудское ревю 1929 года | The Hollywood Revue of 1929   | в роли самой себя    |
| 1929 | кор | —                           | Dangerous Females             | Сара Баском          |
| 1929 | ф   | —                           | The Vagabond Lover            | Этель Берта Уайтхолл |
| 1930 | ф   | В погоне за радугой         | Chasing Rainbows              | Бонни                |
| 1930 | ф   | Анна Кристи                 | Anna Christie                 | Марти Оуэнс          |
| 1930 | ф   | —                           | The Girl Said No              | Хетти Браун          |
| 1930 | ф   | Одна романтическая ночь     | One Romantic Night            | принцесса Беатрис    |
| 1930 | ф   | —                           | Caught Short                  | Мари Джонс           |
| 1930 | ф   | Позволь нам быть весёлыми   | Let Us Be Gay                 | миссис Бьюсиколт     |
| 1930 | ф   | Мин и Билл                  | Min and Bill                  | Мин Дивот            |
| 1931 | ф   | —                           | Reducing                      | Мари Траффл          |
| 1931 | ф   | —                           | Politics                      | Хетти Бернс          |
| 1931 | кор | Рождественская вечеринка    | The Christmas Party           | в роли самой себя    |
| 1932 | ф   | Эмма                        | Emma                          | Эмма Тэтчер          |
| 1932 | ф   | —                           | Prosperity                    | Мэгги Уоррен         |
| 1933 | ф   | Буксирщица Энни             | Tugboat Annie                 | Энни Бреннан         |
| 1933 | ф   | Обед в восемь               | Dinner at Eight               | Карлотта Вэнс        |
| 1933 | ф   | Кристофер Бин               | Christopher Bean              | Эбби                 |